# الحرب الأهلية العمانية (1718-1743)
انقسمت عمان بعد وفاة الإمام سلطان الثاني بن سيف اليعربي سنة 1718 إلى مجموعات كبيرة أدت إلى قيام حزبين من التحالفات القبلية هما الحلف الهناوي والحلف الغافري. خاض الحليفان حروباً أهلية استمرت حوالي خمسة وعشرين سنة وحدثت اضطرابات وثورات وقتال. بداية الخلاف كانت بسبب وريث سلطان بن سيف الذي كان طفل صغير في العمر، غير أن الشعب معه وبين زوج عمته مهنا بن سلطان بن ماجد بن مبارك الذي يؤيده علماء الإباضية. أما الأسرة اليعربية، فقد أرادت إبقاء السلطة بيدها وليس في يد علماء الإباضية؛ ولهذا رفضت إمامة مهنا بن سلطان ودعت إلى إمامة الصبي الصغير، واشتدت الخصومة وتحزب كل طرف إلى جهة وإلى زعيم، وانصرف الطرفان إلى السلاح وأطلت الفتنة وبوادر الحرب الأهلية
يرى البعض أنه صورة من التعصب التقليدي بين عرب الشمال وعرب الجنوب، فالتحزب الغافرية هي القبائل العدنانية الحجازية والتحزب الهناوية هي القبائل القحطانية اليمنية، ومن المعروف أن الصراع كان قديماً بين عرب الشمال والجنوب وكان عرب القحطانيين يرون أحقيتهم بالسلطة على اعتبار أنهم الأغلبية وكانوا أول القادمين إلى عمان من اليمن وأقدمهم.
في حين يرى البعض الآخر أن نوع من التعصب المذهبي فيقول بأن الحزب الغافري هم من السنة والحزب الهنائي هم من الأباضية ولكن الحزب الهناوي كان يضم قبائل مثل بني ياس والعوامر والمناصير والظواهر وهي قبائل سنة ذات المذهب المالكي وهي قبائل يمنية.

## الهوامش
1. 1 2 3  العيدروس (1998). ص 99
2. 1 2  العيدروس (2000).
3. ↑  كما ذكرها المؤلف، وهي بالأصل الهناوية